# بوم نقاشی (فیلم ۲۰۱۰)
«بوم نقاشی» (انگلیسی: Canvas (2010 film)) یک فیلم است که در سال ۲۰۱۰ منتشر شد.